# فرودگاه پورترس لیک
فرودگاه پورترس لیک (به انگلیسی: Porters Lake Airport) یک فرودگاه خصوصی است که یک باند فرود شن و چمن دارد و طول باند آن ۷۳۲ متر است. این فرودگاه در کشور کانادا قرار دارد و در ارتفاع ۶ متری از سطح دریا واقع شده است.